# ベルリン - コストシン線
ベルリン - コストシン線（ベルリン - コストシンせん、Bahnstrecke Berlin–Küstrin-Kietz Grenze）はドイツ連邦共和国ベルリンとポーランド共和国ルブシュ県コストシンを結ぶ幹線鉄道で、1945年以後に分割されたプロイセン東部本線のドイツ区間に当たる。東部本線は第二次世界大戦の終戦後、国境線確定のため重要度を相当に失って、大部分単線となった。電化区間は現在、Sバーン緩行線を除いて、ベルリン市内でほんの短い区間である。

## 歴史

### プロイセン東部鉄道

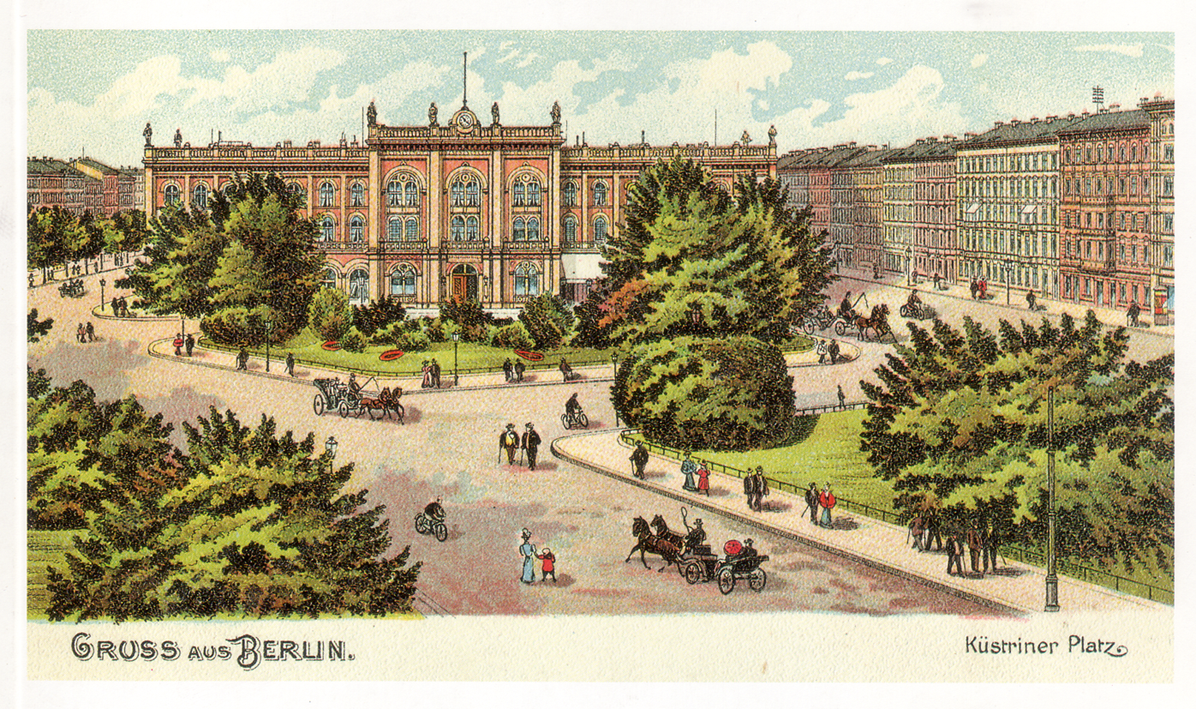
1900年のベルリン東駅とコストシン広場

1844年にシュトラウスベルク市当局は、ベルリンからこの市を経て東プロイセンに至る鉄道を建設する目的で、鉄道用地を無償で使用することを決定した。1853年にプロイセン商工労働省はベルリン - キュストリン間鉄道建設をランツフート、シュトラウスベルク、ブーコー経由で計画したが、計画は最初には実行されなかった。一方、1850年代にケーニヒスベルク - キュストリン間は次々に建設されていた。1857年キュストリン - フランクフルト（オーダー）線が開通されて、ケーニヒスベルクからベルリンまでの間は一応鉄道で連結された。しかしベルリン - フランクフルト間の通行量は長い間管理できなくて、1861年短絡連結する別の鉄道の建設計画がよみがえた。費用のため本来の経路ではなくまっすぐな経路が採択されて、シュトラウスベルクの町、アルトランツベルク、ブッコーが経由地から外された。
ベルリン新駅舎の建設と線路拡張の理由で建設工事が遅延して、1866年10月1日にグーゾー - キュストリン間が開通された。1867年10月1日この路線はベルリン東駅まで延長された。ブロツワフ-シュテッティン線およびオドラー川・ヴァルディア川上の鉄道橋の建設過程でキュストリン・ノイシュタット駅（現在コストシン駅）が新設されて、既存駅はキュストリン旧市街駅と改称された。一方、キュストリン・キーツ信号場は1877年新設されて、1882年普通駅となった。1882年2月にベルリン市街線がシュレジエン駅（現在ベルリン東駅）の改築とともにこの路線と連結されて、旅客列車の終着駅はシャルロッテンブルク駅となった。1880年ごろシュトラーラウ＝ルンメルスブルク駅（現在ベルリン東交差駅）が改修されて、東部鉄道、ニーダーシュレジエン＝マルク鉄道、ベルリン環状線の乗り換え駅となった。

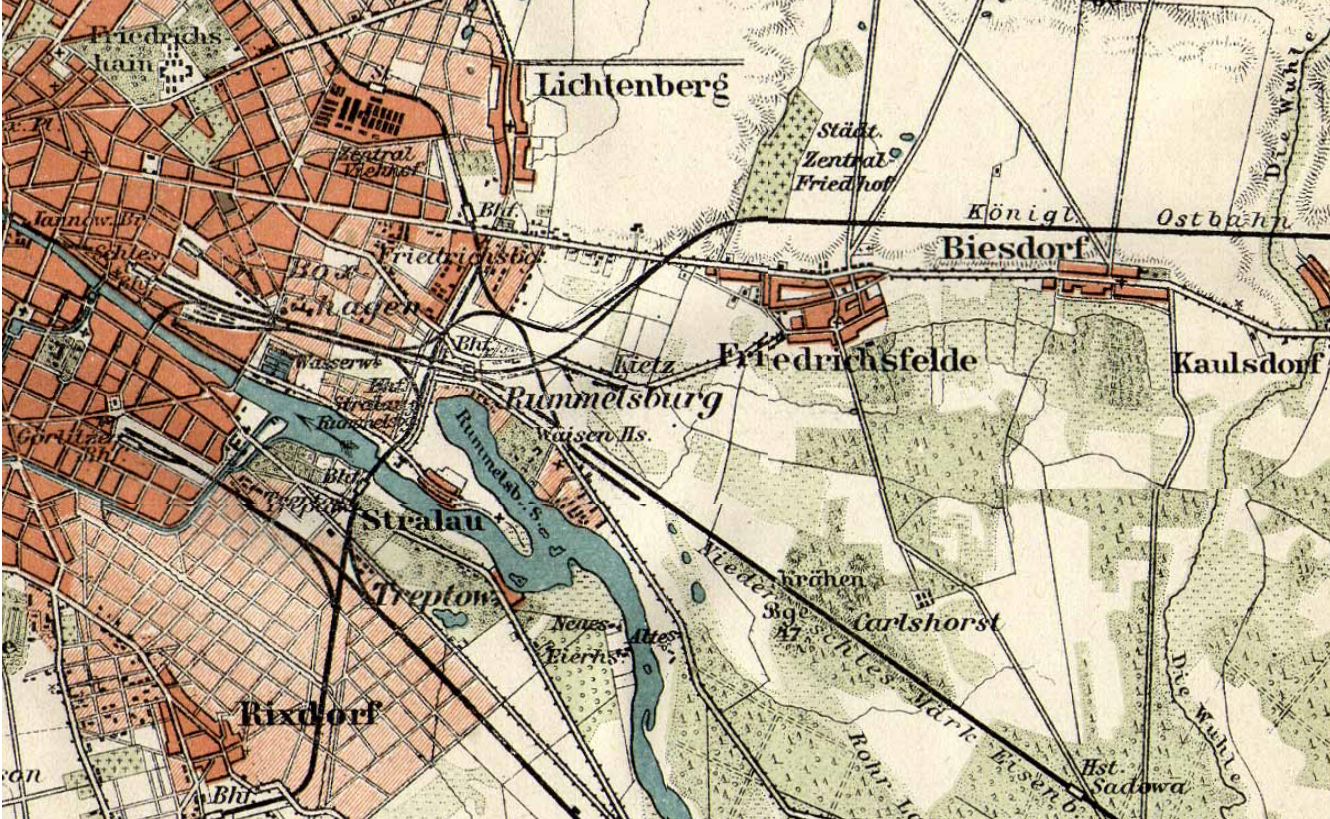
プロイセン東部本線のベルリンおよび郊外区間（1894年ごろ）

1895年にプロイセン東部鉄道はいくつかの管理局の管轄区域に分割されて、ベルリン - シュトラウスベルク間はベルリン管理局により、シュトラウスベルク - キュストリン間はブロムベルク管理局に編入された。1892年にプロイセン地方鉄道法（Preußische Kleinbahngesetz）が制定されて、本来の鉄道建設計画から外されたアルトニア、ブコヴィナは東部鉄道から分岐する線路により連結された。
20世紀の転換期にシュレジエン駅 - シュトラーラウ＝ルンメルスブルク間は通行量の増加で狭い通路となって、改善方案として通勤列車がリヒテンベルクまで走行した。一般線路と緩行線がその区間で根本的な対策として1903年まで分離された。ヴリーツェン鉄道は1903年にシュレジエン駅まで延長されて、乗降場は他の路線と分離された。1901年にカウルスドルフ線がルンメルスブルク町とカウルスドルフの連絡線と開通されて、シュレジエン駅から長距離列車がその経路を経由した。

### ドイツ国営鉄道
1928年に直流電源供給設備がシュレジエン駅 - カウルスドルフ間の緩行線で備えられて、同年11月から電車が投入された。電化区間は1930年12月にマールブルクドルフィンまで延長されたものの、リヒテンベルク-カウルスドルフ間ではSバーン電車と蒸気機関車牽引の貨物列車が共同で走行した。1937年に国営鉄道ベルリン管理局はベルリン市の鉄道施設を整備して、シュトラウスベルクまでSバーンを拡張することを計画した。
第二次世界大戦の末期に東部鉄道の主要経由地は戦場となって、武力衝突により駅舎や施設物が深刻な損傷を受けた。まず1944年1月22日にベルリン - ケーニヒスベルク間の列車運行が中止された。1945年3月にヴァルタ川とオドラ川の鉄道橋がドイツ軍により爆破された。ソ連軍は鉄道橋を復旧して、同年4月25日に最初の軍用列車がリヒテンシュタイン駅に到着した。

### ドイツ国営鉄道（東ドイツ）

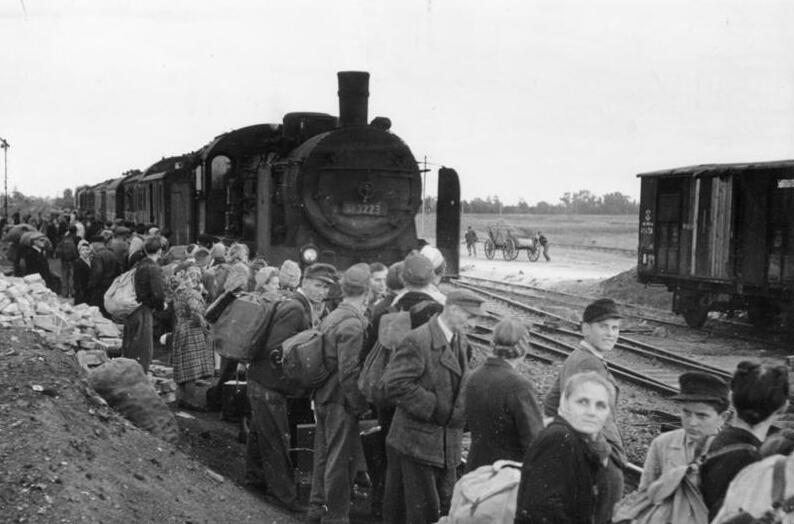
ゴルガスト駅に停車するハムスター列車（1948年、連邦政府記録物）

ポツダム協定によりオドラ＝ナイセ国境線が確定されて、東部鉄道はオドラ川の境界で分割された。戦後、復旧工事用資材の運送は主に行われたが、東部鉄道はその重要性を相当に失った。1948年10月31日にSバーンの電気運転はシュトラウスベルクまで実現された。ベルリン市内の貨物列車通行の場合、ヴリーツェン駅-リヒテンベルク間が活用された。ヴリーツェン駅は東ドイツ時代に食料品荷役の目的で使用された。
オーデル川昇開橋であったカルニン鉄道橋の部材は1952年と1953年にオドラ川の仮橋の部材として用いられた。同時にキュストリン・キーツ-コストシン間の線路は再び複線で運営された。1952年以来リヒテンベルク駅はドイツとベルリン分断の結果で長距離列車の停車駅となった。

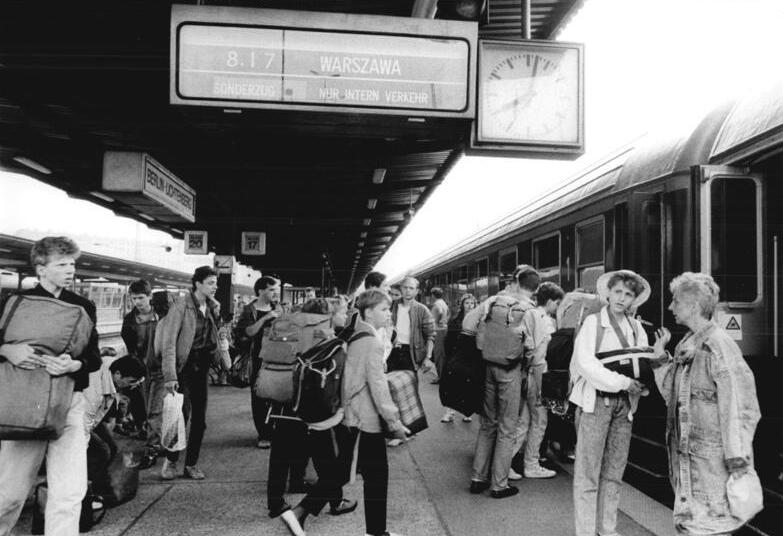
長距離列車の主要駅であったリヒテンベルク駅（1989年、連邦政府記録物）

1970年代と1980年代にリヒテンベルク駅はベルリンで最も重要な長距離列車の停車駅であった。北側と南側に向かう列車は内環状線および東交差地域の連絡線あるいは外環状線を経由してリヒテンベルク駅に出入りした。ビースドルフ交差点周辺の改修は1968年に開始された。ビースドルフ交差点 - リヒテンベルク区間では長距離列車が頻繁に通行することとなって、電車線が1984年に設置された。一方トレプニッツ - グーソー間は再び複線化した。
1989年6月1日旧カウルスドルフ線を活用する地下鉄線路がヴーレタール駅で連結され、UバーンとSバーンの乗降場が共通的に設置された。また、Sバーン緩行線マールスドルフ-ホッペガルテン区間の複線化工事は1992年8月に完了した。東ドイツの平和革命および再統一以後、国際貨物輸送は鉄道輸送の減少のため道路交通に大部分依存した。ドイツ、ポーランド国境を通過する旅客列車は1991年6月に再び開設されて、1992年5月に定期運行が開始された。

### ドイツ鉄道
1996年7月1日付きにヴリーツェン駅の貨物営業が終了した。ドイツ国営鉄道時代の車両所（Ausbesserungswerk）が2000年以後車両整備の用度で活用された。
2006年11月以来運転指令所がキュストリン・キーツで運営されて、国境線-ゴルゴンガースト間が制御範囲となった。2011年12月までシュトラウスベルクはその運転指令所と連結された。
2017年シュトラウスベルク駅施設が改築された。中距離列車の乗降場がSバーン乗降場と平行に配置されたことで、線路が互いに分離された。2019年11月ビースドルフ交差点の運転指令所がSバーン向けに設置されて、ベルリンSバーンの保安装置システム（Zugbeeinflussungssystem S-Bahn Berlin, ZBS）がリヒテンシュタイン - ビースドルフ交差点間に備えられた。ZBSは2021年2月にシュトラウスベルクまで拡張された。

## 運行形態
第二次世界大戦の終戦後以来、この路線で長距離特急列車路線は運営されていない。現在、Sバーン列車と普通列車が通行して、運賃システムはベルリン・ブランデンブルク運輸連合（Verkehrsverbund Berlin-Brandenburg）により管理される。
- 普通列車（RB 25）: ベルリン東交差駅 - リヒテンベルク - アーレンスフェルデ - ヴェルノイヒェン。
- 普通列車（RB 26）: ベルリン東交差駅 - リヒテンベルク - シュトラウスベルク - ヘレンゼー - レーフェルデ - ミュンヒェーベルク - オーバースドルフ - トレプニッツ - アルト・ローゼンタール - ゼーロー＝グーソー - ヴェルビヒ - ゴルドツォー - ゴルガスト - キュストリン・キーツ - コストシン。
- Sバーン（S5）: ベルリン西交差駅 - ベルリン - ベルリン東駅 - ワルシャワ街駅 - ベルリン東交差駅 - ノェルドナー広場駅 - リヒテンベルク - フリードリヒスフェルデ東駅 - ビースドルフ - ヴーレタール - カウルスドルフ - マールスドルフ - ビルケンシュタイン - ホッペガルテン - ノイエンハーゲン - フレーダースドルフ - ペータースハーゲン北駅 - シュトラウスベルク - シュトラウスベルク北駅。
- Sバーン（S7）: ポツダム - ヴァンゼー - ベルリン西交差駅 - ベルリン - ベルリン東駅 - ワルシャワ街駅 - ベルリン東交差駅 - ノェルドナー広場駅 - リヒテンベルク - フリードリヒスフェルデ東駅 - アーレンスフェルデ。